# 768년

## 연호
- 당(唐) 대력(大曆) 3년
- 일본(日本) 진고케이운(神護景雲) 2년

## 기년
- 당(唐) 대종(代宗) 7년
- 신라(新羅) 혜공왕(惠恭王) 4년
- 발해(渤海) 문왕(文王) 32년

## 사건
- 9월 24일 - 프랑크 왕국 카롤루스 대제와 카를로만 2세 즉위.
- 신라, 일길찬 김대공과 아찬 김대렴이 반란을 일으켰다가 진압됨.

## 탄생
- 당송팔대가 한유

## 사망
- 9월 24일 - 프랑크 왕국 피핀 3세.